# كريبتو دوت كوم أرينا
كريبتو دوت كوم أرينا (بالإنجليزية: Crypto.com Arena)‏ هي صالة رياضية ضخمة تقع في مدينة لوس أنجلوس بولاية كاليفورنيا تقام عليها عدة رياضيات مختلفة. أُفتتحت الصالة في 17 أكتوبر 1999 وقدرت تكلفة إنشائها ب375 مليون دولار أمريكي .